# Lepidogyne
Lepidogyne là một chi thực vật có hoa trong họ Orchidaceae.